# فرودگاه دزرت سنتر
فرودگاه دزرت سنتر (به انگلیسی: Desert Center Airport) (به زبان بومی: Desert Center AAF) یک فرودگاه همگانی است . این فرودگاه در کشور ایالات متحده آمریکا قرار دارد و در ارتفاع ۱۷۰ متری از سطح دریا واقع شده‌است.